# Viddalskollen
Der Viddalskollen (norwegisch für Breittalhügel) ist ein Hügel im ostantarktischen Königin-Maud-Land. Er ragt 10 km südwestlich des Nashornet an der Südseite des Viddalen auf.
Norwegische Kartographen, die ihn in Anlehnung an die Benennung des Viddalen benannten, kartierten ihn anhand von Vermessungen und Luftaufnahmen der Norwegisch-Britisch-Schwedischen Antarktisexpedition (1949–1952) und Luftaufnahmen der Dritten Norwegischen Antarktisexpedition (1956–1960) aus den Jahren von 1958 bis 1959.